# Ceroplesis orientalis
Ceroplesis orientalis – gatunek chrząszcza z rodziny kózkowatych i podrodziny zgrzypikowych. 

## Zasięg występowania
Występuje w centralnej i płd. Afryce.

## Budowa ciała
Osiąga około 30 mm długości ciała. Po bokach przedplecza, nieco za połową jego długości, występują spiczaste ostrogi. Głowa, przedplecze, czułki oraz odnóża czarne. Pokrywy również czarne z trzema szerokimi, poprzecznymi, czerwonymi lub różowoczerwonymi przepaskami z których ostatnia styka się z tylną krawędzią. 

## Biologia i ekologia

### Tryb życia i biotop
Imago występują w największych ilościach od września do kwietnia. Spotykany w lasach i innych terenach zadrzewionych.

### Odżywianie
Larwy ksylofagiczne, żerują one w łodygach oraz korzeniach akacji.